# Psique
La psique, del griego ψυχή, psyché, «alma humana», es un concepto procedente de la cosmovisión de la antigua Grecia, que designaba la fuerza vital de un individuo, unida a su cuerpo en vida y desligada de este tras su muerte. El término se mantiene en varias escuelas de psicología, perdiendo en general su valor metafísico: se convierte así en la designación de todos los procesos y fenómenos que hacen la mente humana como una unidad.

## Etimología de la palabrapsyché

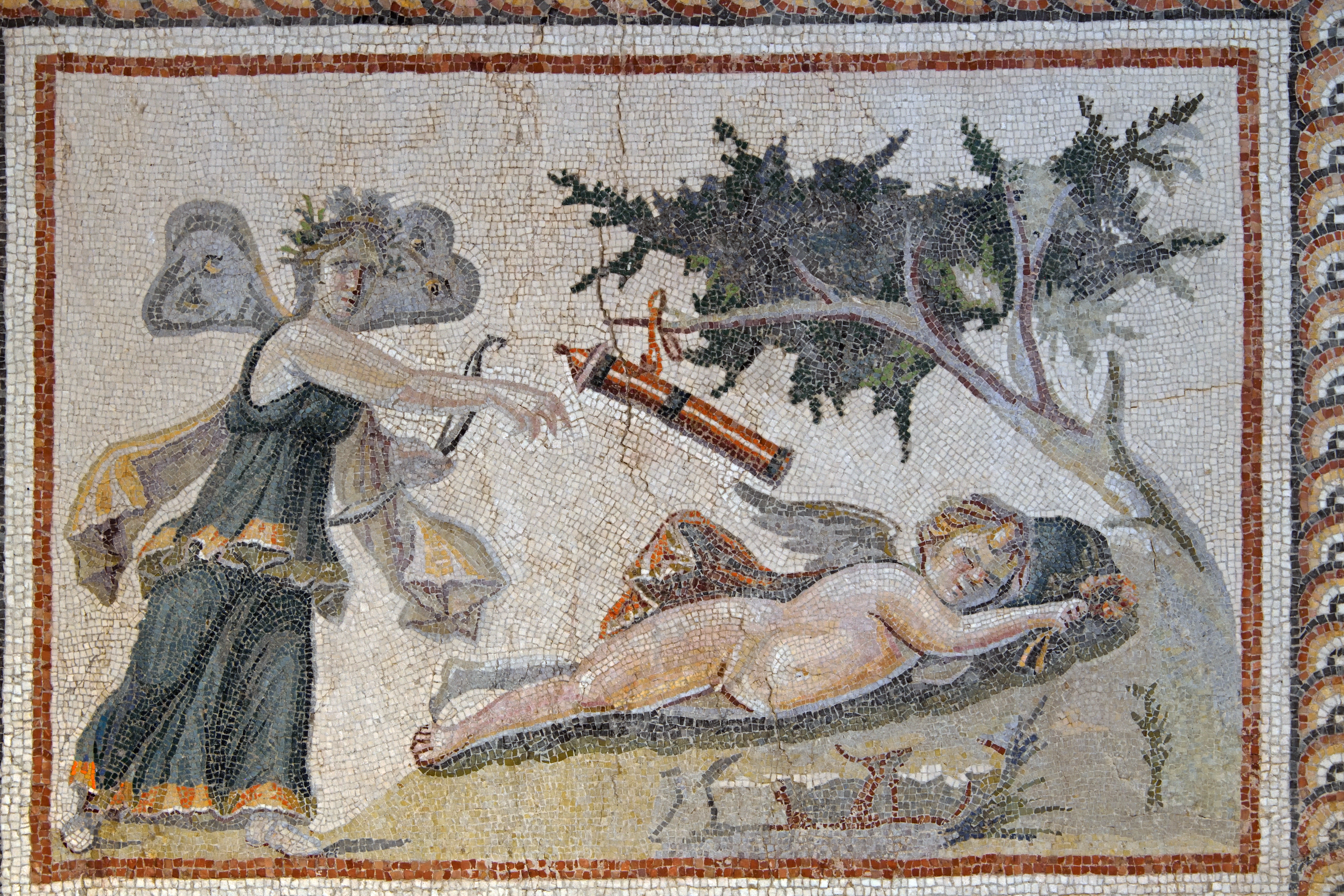
Mosaico del con la representación de Eros durmiendo mientras Psique está a punto de robarle su carcaj (Museo Arqueológico de Hatay).

El verbo griego ψύχω, psycho, significa «aire frío». A partir de este verbo se forma el sustantivo ψυχή, que alude en un primer momento al soplo, hálito o aliento que inhala al nacer el ser humano. Dado que ese aliento permanece en el individuo hasta su muerte, ψυχή pasa a significar la vida. Cuando la psique escapa del cadáver, lleva una existencia autónoma: en la mitología griega, se convirtió en esposa de Eros, el dios del amor. En el arte, desde la época romana en adelante, se suele representar a Psique como una joven alada.

## Introducción

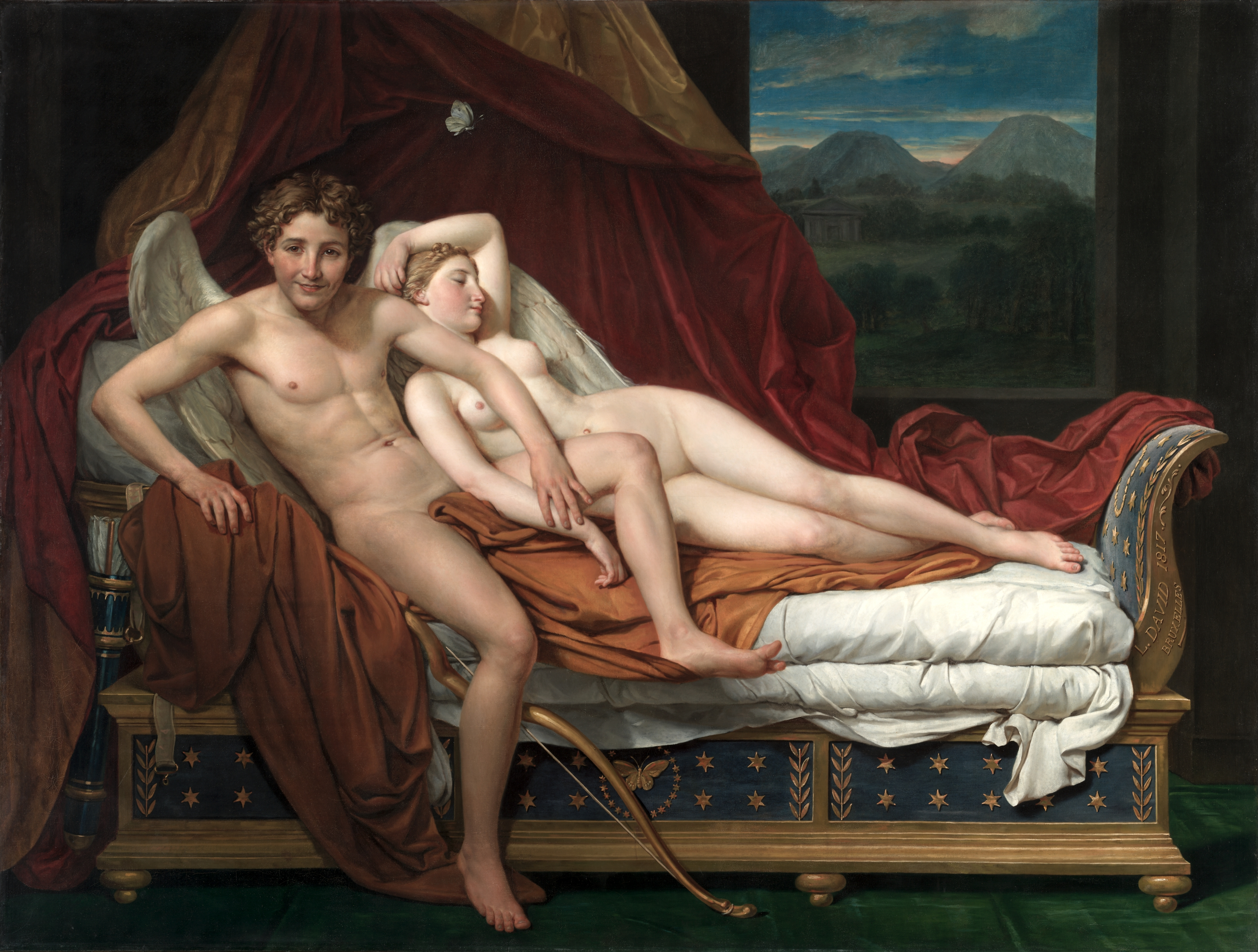
Cupido y Psique,´óleo de Jacques Louis David, 1817, Museo de Arte de Cleveland

La psiquis no es solo la conciencia del individuo, como tampoco es una suma de su conciencia y su inconsciencia, o siquiera un trinomio entre estos y el superego. Esta diferenciación entre "sectores" que parecen llevar a cabo tareas relativamente definidas fue adoptada y estudiada por Freud, aunque él mismo reconoce que no se trata en verdad de entidades claramente delimitadas, sino parte de un todo, la psiquis.

## El psiquismo
Para el psiquismo, normalmente, cuando está sana, la psiquis dota de más oportunidades de adaptación al medio ambiente. Esta adaptación es el proceso por el cual un organismo activamente, se adecúa al ambiente y a los cambios que operan en él, aunque sean perjudiciales y supongan una atrofia de importantes facultades para el organismo. Todos los elementos jóvenes de todas las especies, incluida la nuestra, comienzan la vida con un armamento que es necesario para que la adaptación se realice y pueda continuar. Ya que este programa, con el que nacemos, desarrolla un juego con el mundo exterior. El aprendizaje juega un rol importante en esta adaptación, más importante en la medida de lo complejo que el organismo sea. En los humanos, el aprendizaje del individuo, generalmente, está mediatizado por la educación imbuida (ver Etología).
Una aproximación en la comprensión del psiquismo lo considera como un sistema de estructuras y procesos de naturaleza material construido sobre la base del funcionamiento de las estructuras biológicas preexistentes, lo que implica que no se puede localizar como una estructura anatómica, sino que su existencia es funcional.
Hasta no hace muchos años, se pensaba que el cerebro tenía zonas exclusivas de funcionamiento hasta que por medio de imagenología se pudo determinar que cuando se realiza una función, el cerebro actúa de manera semejante a una orquesta sinfónica interactuando varias áreas entre sí. Además se pudo establecer que cuando un área cerebral no especializada, es dañada, otra área puede realizar un reemplazo parcial de sus funciones.
La psique posee dos funciones básicas:

### FunciónRefleja
- La psiquis permite al organismo orientarse en el mundo ya sea por:
  - Reflejos cognitivos.
    - sensaciones.
    - percepciones.
    - pensamiento.

  - Reflejos afectivos.
    - emociones.
    - sentimientos.

### Funciónhomeostática
La psiquis es lo que permite al organismo asumir una posición activa e independiente ante el medio, permitiéndole la supervivencia en función del desarrollo que le permita su inteligencia.
En todos los animales la función homeostática de la conducta depende de condicionamientos biológicos (reflejos condicionados e incondicionados), siendo el resultado una respuesta instintiva a la realidad, mediatizada por su grado de conciencia.
En el ser humano la función homeostática se torna más compleja en tanto la autorregulación se transfiere a otras funciones mentales tales como el consciente, permitiendo tomar conciencia de niveles reguladores que en otras especies son instintivos. Al adquirir un carácter eminentemente consciente, le permite no solo adaptarse al medio sino también transformarlo para su provecho.

## El órgano de la psique es el encéfalo
El cerebro es nuestro órgano más misterioso: de él parten todas las órdenes y las regulaciones del organismo, de las más simples a las más complejas de las funciones psicológicas. El cerebro procesa la información sensorial, controla y coordina el movimiento, el comportamiento y las funciones corporales homeostáticas, como los latidos del corazón, la presión sanguínea, el balance de fluidos y la temperatura corporal.
El cerebro es responsable de la cognición, las emociones, la creatividad, la memoria y el aprendizaje.
La capacidad de procesamiento y almacenamiento de un cerebro humano estándar supera aun a los mejores ordenadores hoy en día.
El funcionamiento de la estructura física y de los neurotransmisores del cerebro todavía no son bien comprendidos.
El encéfalo humano es un órgano de control biológico y la psiquis una estructura mental, que se construye por las estructuras biológicas existentes en el encéfalo: hemisferio cerebral derecho, hemisferio cerebral izquierdo, lóbulo frontal, lóbulo occipital, lóbulo parietal, lóbulo temporal, cerebelo, las neuronas de la corteza cerebral y se modula por la química cerebral (endorfinas, neurotransmisores, hormonas) bajo la influencia de la actividad, la comunicación social, el medio ambiente y la sexualidad, entre otras. Respondiendo a situaciones de estrés, miedo, odio, alegría, dominio, egoísmo, solidaridad, etc. El cerebro es una vía de asimilación e ideación de diferentes patrones de conducta. Con lo que se logra la adaptación del individuo al medio físico y social. La psiquis constituye, por tanto, un medio de entender e interactuar con la realidad.
La psique, al igual que el cerebro, está estructurada en distintos grados de complejidad que se han construido por etapas, a través del desarrollo ontogénico del hombre, cubriendo un amplio espectro, desde los centros analizadores de las señales, (lóbulos temporales) provenientes de los órganos sensoriales, hasta llegar a crearse las estructuras que posibilitan la existencia de pensamientos, sentimientos, voliciones, etc., en los lóbulos frontales.
Algunas estructuras son muy afines a las estructuras biológicas y otras poseen una relación mucho más alejada de ellas. El cerebro puede responder a demandas que se originan a cualquier nivel de las estructuras psíquicas, pero en la misma medida que se asciende a través de esos niveles, se manifiesta una mayor independencia con respecto a las estructuras biológicas iniciales, lo que presupone la existencia de estructuras psíquicas menores, subordinadas a otras de nivel superior, como eslabones mediadores entre estas y el todo.
Se ha dicho que nuestros cerebros se han especializado de este modo, porque el lenguaje y la lógica necesitan procesos de pensamiento más ordenados y sofisticados que los que necesita, por ejemplo, la orientación espacial. Se trata simplemente de que las dos mitades del cerebro son complementarias (ver hemisferio cerebral). Las diferencias psíquicas entre los individuos son manifiestas, provienen de la casualidad, de la conjunción de factores tan diversos como la herencia, la educación recibida o la impronta sexual, entre otros. Por ejemplo, en la mayoría de los adultos, los centros del habla están situados en el lado izquierdo. No obstante, alrededor de un 15% de los zurdos y un 2% de los que usan preferentemente la mano derecha, tienen centros del habla en ambas partes del cerebro. De todos modos, algunos zurdos desarrollan el habla en el hemisferio izquierdo únicamente (ver artículo zurdo). Aun cuando el lado derecho del cerebro controla principalmente el lado izquierdo del cuerpo, y el lado izquierdo del cerebro controla, en gran parte, el lado derecho del cuerpo. El hecho de ser ambidextro indica que las dos mitades del cerebro no han llegado a estar tan completamente especializadas como lo están en los individuos diestros. La psiquis de la mujer se dice que se preocupa por todo, en todo momento, necesitando muchos más datos que aporten información de refuerzo, antes de adoptar una decisión, en contraste a los varones que se supone actúan sin reflexionar en las consecuencias. Esto se achaca a la fuerte estimulación hormonal del varón, que pesenta un 70% más de concentración hormonal en sangre, que la mujer.
En los niños de corta edad, cada lado del cerebro posee, en potencia, la facultad del habla y del lenguaje. Una lesión en el lado izquierdo en los primeros años de vida, da como resultado el desarrollo de la facultad del lenguaje en el lado derecho del cerebro. El dominio del habla y probablemente también de otras facultades, se establece firmemente hacia los diez años de edad y no puede modificarse posteriormente. Estar dominado, reprimido, frustrado... flexibiliza la psiquis, la hace más dócil. La falta de tal ejercicio, ya sea durante la niñez o en la etapa de adulto, es lo que hace rígidas a las personas.

## Desarrollo del psiquismo
Los seres vivos surgen como individuos biológicos, cuya transformación en nuevas especies es consecuencia de un mayor desarrollo y una mayor flexibilidad en sus mecanismos de adaptación al medio, que transmiten a su descendencia. Los mecanismos psíquicos de adaptación en los animales son heredados biológicamente mediante selección natural por la progenie.
Las especies menos favorecidas para adaptarse, son aquellas cuyo aprendizaje no son nuevas formas de conducta, sino que las respuestas se desencadenan ante estímulos, lo que se denomina reflejo condicionado.
El animal, por ejemplo, es una unidad biológica que porta un potencial más o menos desarrollado de estructura psíquica, condicionando su comportamiento biológico al grado en que es capaz de ejecutar funciones propias del psiquismo, y al grado de la estructura social de su comunidad, como por ejemplo en los lobos o los chimpancés y por tanto su determinación estará orientada en mayor o menor grado, por leyes biológicas. Así el cerebro animal es un órgano biológico, que puede o no, desarrollar funciones psíquicas.
Estudiados por la Neurobiología, los factores biológicos en su mayoría son debidos a la herencia. Así, la maduración mental, sigue un ritmo establecido por los genes.
Es muy importante la influencia del medio ambiente, social y natural, que afectan al individuo.
La selección natural ha seleccionado el esquema genético humano como un resumen que le permite adaptarse con cambios psíquicos. Por lo que su adaptación al medio por mecanismos heredados biológicamente es pequeña, siendo por su conducta, la base de su supervivencia. En escala de tiempo, cuesta menos crear o destruir enlaces sinápticos que adaptar órganos al medio. Así, en el hombre, como los mecanismos heredados biológicamente no le aseguran su supervivencia, debe aprender en una sociedad humana, para lo cual debe desarrollar su psiquismo.
El psiquismo humano está íntimamente estructurado y conectado con la biología del cerebro, de la cual depende para existir, pero no es una propiedad biológica, no puede reducirse a lo biológico, porque es pasar por alto la transición de lo aprendido en las experiencias, estando ante un nuevo tipo de estructuración. En los seres humanos, el psiquismo surge de lo biológico con la mediación de la cultura social, otorgándole sentido factores como la educación, y presión recibidas y las que sigue recibiendo el individuo por el medio social y físico.
El hombre posee un alto grado de necesidad de socializar, que influye en su comportamiento, al grado que la mayoría, lo único que quiere es desempeñar su rol de sujeto social. Para lograr integrarse en la sociedad, con las actividades necesarias, es imprescindible una forma de orientarse, aceptar que es lo bueno y que es lo malo en la sociedad en la que vive. En su etapa de aprendizaje se asirá a estereotipos, para resolver sus necesidades biológicas y sociales, asumiendo determinados patrones y modelos de conducta, que le sirven de pauta para satisfacer esas necesidades y orientarse en el medio social. Normalmente, la persona no debe buscar nada fuera de esos patrones y mucho menos crear otros nuevos, si no quiere ser rechazada. Así el individuo provisto de esas reglas, normas y modelos de interacción social se convierte en una personalidad social, sujeta a todas las actividades al nivel de civilización de su sociedad, que moldean su personalidad.
Para desarrollar su psiquismo es el individuo mismo, quien debe bucear en su propia mente y trabajar en sí mismo para desarrollar sus propias habilidades de pensamiento y personalidad.
Una teoría es igual que un mapa, y los mapas más útiles frecuentemente no son una representación realista del terreno. No deben tomarse literalmente, muchas veces, como los mapas, su propósito es expresar conceptos y términos del mundo de un modo simplificado. No hay porque objetar que no sea la realidad, solo compare y saque sus propias conclusiones.
En busca de la felicidad, primero hay que escuchar, después es necesario entender, y por último hay que aprender lo necesario y ordenar el resto para poder acceder a ello en cualquier momento. No resulta posible optimizarse como ser humano, si no se van adquiriendo cotas crecientes de armonía, con uno mismo y con el entorno.
En general el miedo a hacer el ridículo, o a equivocarnos, está relacionado con una autocrítica personal negativa. Al percibir el mundo que nos rodea, lo vemos con una óptica limitada y reducida, no pudiendo observar lo que los demás ven con claridad.
Las normas sociales nos entrenan para ver y pensar de una manera determinada, lo que nos da una visión estrecha.
La mayoría de las personas procesan la información usando el análisis, que es el método de resolver un problema descomponiéndolo en piezas y analizando estas una por una. En contraste, una minoría, procesan la información usando síntesis, en donde se resuelve un problema como un todo, intentando usar un método de relaciones para resolver el problema. La llamada "simultaneidad visual".

Hay muchas teorías sobre cómo cada hemisferio cerebral afecta a cómo piensa una persona. Una divide a los pensadores en dos campos: simultáneos visuales y secuenciales lineales.
De acuerdo con esta hipótesis, la mayoría de las personas (que usan más su hemisferio izquierdo) procesan la información de manera "secuencial lineal" en el que un esquema debe completar su procesamiento antes de que se pueda comenzar con el siguiente.
En cambio, dice la hipótesis, los individuos cuyo hemisferio derecho es dominante, como ocurre en los zurdos y supuestamente en los individuos creativos, entre otros, procesan la información con "simultaneidad visual", modo en el que varios esquemas se procesan simultáneamente.

- Un ejemplo para entenderlo es imaginar que hay mil palomitas de maíz, una de las cuales está coloreada de rosa. Un individuo "secuencial lineal" mirará una por una las piezas hasta encontrar la coloreada de rosa, mientras que un individuo "simultaneidad visual" extenderá todas, mirará visualmente al conjunto de palomitas y verá que una es rosa.
- O puede explicarse con la informática. Un procesador de computadora solo puede procesar una pieza de información por vez, independientemente de cuántas tareas esté realizando. Pero un ordenador con varios procesadores haciendo lo mismo a la misma velocidad es más rápido, lo que sería la metáfora del caso del "simultáneo visual".

Un efecto lateral de estos modos de procesar la información es que los individuos de lateralidad cerebral izquierda necesitan completar una tarea antes de empezar la siguiente. A los individuos de lateralidad cerebral derecha, en contraste, les conforta cruzar varias tareas, para lo que tienen mayor habilidad. Esto les hace aparecer a la mayoría, (lateral cerebral izquierda), como si no terminasen nada. Alternativamente, los individuos de "simultaneidad visual" tienen una excelente habilidad multitarea, lo que quizá esté en el origen de las anécdotas que sugieren que son más creativos.

Finalmente, estos modos de pensar no son un "todo o nada". El estilo de procesamiento opera como un continuo donde algunas personas son más "visualmente simultáneas" y otras son más "lineales secuenciales", es decir emplean ambos métodos de síntesis y análisis en diverso grado.
Una característica esencial del ser humano es concienciarse de su lado emocional, ello le dota de habilidades tales como la originalidad y la creatividad con que asume todas las actividades que realiza después. Es a partir de ese momento, que el individuo (la individualidad psicológica) puede participar en su realidad.
Cuando la consciencia del individuo no es estimulada por novedades que ir incorporando a su esquema, es cuando comienza a evaluar como lo aprendido somete a su organismo a desgaste, comenzando a razonar que alternativas puede haber para mejorar lo ya establecido, para estar en condiciones de poner en duda y someter a crítica esos patrones y llegar por su propio esfuerzo a elaborar una concepción del mundo que será la que a partir de entonces (o no), le guiará en la toma de sus decisiones, en lugar de los patrones que antes poseía y que ahora puede abandonar o asumir.
Ansiedad, angustia, miedo: son estados que se caracterizan por aparecer como reacción ante un peligro. Son tan fuertes a veces, las señales o impulsos generados, que se produce un bloqueo general con la consiguiente sensación de aturdimiento.
- El miedo es un recurso evolutivo para proteger a los seres vivos de ciertos peligros. También ha sido utilizado como instrumento del poder, de coacción y de educación. Cuando se trata de seres poco evolucionados, puede ser útil y necesario. Sin embargo los humanos tenemos un alto grado de responsabilidad personal y social, y un gran espíritu de solidaridad. Lo cual convierte al miedo, en uno de los sentimientos más negativos que podemos experimentar. No hay que luchar contra él, si no, permitirle habitar en ti para concienciarte de él y una vez que lo has entendido y aceptado, desaparece al haber trasmutado esa energía y así no generar un círculo vicioso que cada vez hace sentir más miedo.(Enfrentarlo). Es importante interpretar el mensaje que el miedo nos quiere mostrar, si luchas contra el, inhibe los circuitos cerebrales, impidiendo un correcto funcionamiento del cerebro.

Como norma general, la mejor forma para superarlos, consiste en potenciar la confianza y seguridad en uno mismo. Cuanto más dominio tiene de si una persona, más fácil le es afrontar las situaciones difíciles, pues la serenidad es garantía de eficacia. Hay que potenciar pues, el control sobre la mente y afrontar las situaciones embarazosas, sin rehuirlas, como un reto que ayuda a sentirse cada vez más seguro.
Factores considerados en la psiquis:
- Acordarse con precisión y a propósito de toda cosa oportuna.
- Saber razonar y dominarse.
- Poder fijar, prolongar, sostener, la propia atención sobre cualquier tema, sin distracción, sin dificultad ni fatiga excesivas.
- Pensar con claridad.
- Desarrollar un juicio con método, penetración y precisión.
- Resistir a las sugestiones e influencias exteriores.
- Vencer las propias impresiones.
- Ser dueños de las propias emociones, sensibilidad y sentimientos.
- Buscar y hallar la manera de proceder para obtener un resultado, realizar un proyecto o resolver una dificultad. Esto es, tener iniciativa.
- Mantenerse inaccesible a toda costumbre perjudicial.
- Proceder en todo con calma, confianza y circunspección.
- Continuar deseando, ejecutando aquello que se haya decidido, amoldándose a una regla adoptada, a pesar de todos los obstáculos.
- Expresar el propio pensamiento con palabras claras, con firmeza, mesura y seguridad.
- Contener los propios impulsos.
- Adaptarse rápidamente a una situación nueva y asimilarse en un mínimo de tiempo a la ejecución de una tarea definida.
- Sentir una confianza sostenida en sí mismo.
- Ser por completo dueño de si en presencia de otros.

## Ámbitos del psiquismo

### Ámbitos del psiquismo
Existen tres ámbitos de los procesos psíquicos y tres capacidades que se manifiestan en la realización de diferentes tareas, por medio de estos procesos psíquicos.
- Ámbito de los procesos psíquicos.
  - Cognitiva.
  - afectiva.
  - volitiva.
- Ámbito de las cualidades psíquicas:
  - inteligencia.
  - temperamento
  - carácter.
- Ámbito de procesos psíquicos:
  - Formado por el pensamiento y el conocimiento.
  - Formado por el sentimiento y la emoción.
  - Formado por la voluntad y la actitud.

El conocimiento y el pensamiento forman un conjunto, en el cual el pensamiento es lo que estructura y opera con el conocimiento. De modo análogo se pueden concebir las parejas sentimiento-emoción y voluntad-actitud, en las cuales el sentimiento es la forma de estructurar las emociones y la voluntad el modo en que se configuran las actitudes.
A partir del desarrollo de las ideas o creencias que forman, los ámbitos cognitivo, afectivo y volitivo se van formando nuevas ideaciones que, con mayor o menor fuerza, integran elementos de cada uno de estos ámbitos, configurando el cuadro de parámetros psicológicos, que son en última instancia, los que determinan la conducta, expresada tanto en una actividad como en un proceso de comunicación con el medio social.
La formación del psiquismo desde la niñez, es una consecuencia del propio autodesarrollo del hombre, moldeado en profundidad por el mundo material y en particular por la sociedad.
La selección natural ha demostrado que las especies que poseen cerebro, cuentan con aptitudes de adaptación más desarrolladas gracias a las funciones que puede llegar a desarrollar el cerebro. En el caso del hombre, podemos distinguir estas funciones básicas:
- La función mental.
- La función conciencia.
- La función racional.
- La función volutiva.
- La función recuerdo o memoria.

Todas estas funciones se interrelacionan posibilitando el desarrollo de otras funciones aún más desarrolladas y especializadas en mejorar la capacidad de adaptación al medio.

### La condición de sujeto
El hombre es capaz de orientarse en el mundo que lo rodea logrando autonomía e independencia en la medida que su conducta es más transformadora que adaptativa. La previsión o visión de la posibilidad, transforma el estado del individuo que posee psiquis, le lleva a organizar sus acciones presentes, reales, dependiendo de lo que pueda ocurrir en el futuro que no existe, sujeto a lo que debe ser. La finalidad determina la actividad. El individuo resuelve una tarea única e irrepetible, gracias a la psiquis, pero su acción quiere que sea precedida por la prueba. La trama de complejos y reacciones neuroticas de la persona, permite ver con lente de aumento de donde arrancan la música de Beethoven, el afan de conquista del cojo Tamerlán o el complejo de compensación de un kaiser semimanco. La formulación científica permitió conocer leyes para analizar el miedo a la vejez, el amor filial, los celos, la debilidad, la pereza, etc..
Los conocimientos adquiridos sobre el sujeto, pensados para su empleo por el médico y el psicólogo, se emplean contra el individuo. Se puede manipular el alma humana. Lo que una persona ve en su entorno, sirve como material de juicio sobre esa misma persona. Se miden reacciones a cronómetro, se averiguan los conocimientos almacenados y se practican ejercicios de rendimiento mental y otros que dejan al desnudo la estructura mental. Todo un arsenal de armas al servicio de los poderosos, desde la mezquina publicidad consumista, hasta el lavado de cerebro.
En torno a como entender al hombre y como influir en él debidamente, hay dos grupos con posiciones muy distintas:
- La Etología que considera biológicamente, la cuestión de si el medio o los factores hereditarios programan la inteligencia y la capacidad de rendimiento individual, más de lo que quisieramos admitir, a lo que no ha hallado la respuesta todavía. Entre los muchos conocimientos producidos por la etología se nos patentizan los rasgos humanos que tienen su contraparte en el comportamiento animal: el instinto del coto, y la jerarquía del picotazo, la mecánica intimidatoria y las actitudes transicionales son transmisibles de la esfera zoológica a la humana. La noción de que la agresión, por ejemplo, posee una función de mantenimiento de la especie, ha contribuido a la desmitificación del mal y al acercamiento más racional a sus esquemas de conducta.
- La Sociología estudia el comportamiento del hombre como ser social y analiza su conducta, basándose menos en los mecanismos biológicos y más en las influencias del entorno histórico-cultural en el que se halla inmerso.

Ambos grupos analizan al individuo desde un enfoque distinto pero pueden resultar complementarias con la psicología sobre todo si tomamos en cuenta la gran oportunidad que representa el poder integrar, debatir e intercambiar conocimientos entre las diversas ciencias.

### La consciencia y la conciencia
Conocemos del cerebro mucho parcelado y funciones, pero no entendemos desde un punto de vista científico qué es la consciencia o entendimiento, saber como el cerebro tiene conciencia de sí mismo es todavía un reto. Solo lo sabemos desde el punto de vista filosófico, especulativo. Hasta ahora se estudia desde diversas perspectivas:
- Conciencia (Psiquiatría)
- Conciencia (Psicología)
- Conciencia (Filosofía)
- Conciencia (Religión)

La conciencia tiene la función entre otras, de catalogar las cosas como buenas y malas. Otra función importante y más desarrollada de la conciencia es la función de la razón o la capacidad de transmitir a los demás que aspectos nos permiten actuar de cierta forma. Las funciones de raciocinio, conjuntamente dotan al individuo de voluntad sobre en qué cosas va a emplear sus recursos energéticos internos, de voluntad y capacidad de recordar, que le permitirá retroalimentar futuras acciones. las distintas funciones de la conciencia tienen diferentes grados de desarrollo.
La conciencia es el resultado de los procesos psíquicos, con los parámetros adoptados de la sociedad humana con la que se identifica el individuo. La psiquis, como se ha analizado, es el resultado de una nueva estructuración de la corteza cerebral, que no tiene ya un carácter puramente biológico porque es consecuencia de la interacción con un medio social.
Como hemos dicho, cuando la consciencia o psiquis del individuo (que como se ve es distinto de la conciencia, donde se incluye) no es estimulada (o presionada) por novedades que ir incorporando a su esquema, es cuando comienza a evaluar como lo aprendido somete a su organismo a control, comenzando a razonar que alternativas puede haber para cambiar lo ya establecido, dándole la autonomía necesaria, para estar en condiciones de poner en duda y someter a crítica esos patrones y llegar por su propio esfuerzo a elaborar una concepción del mundo que será la que a partir de entonces ( o no) le guiará en la toma de sus decisiones.
y demás.

## Mecanismos de defensa de la psique

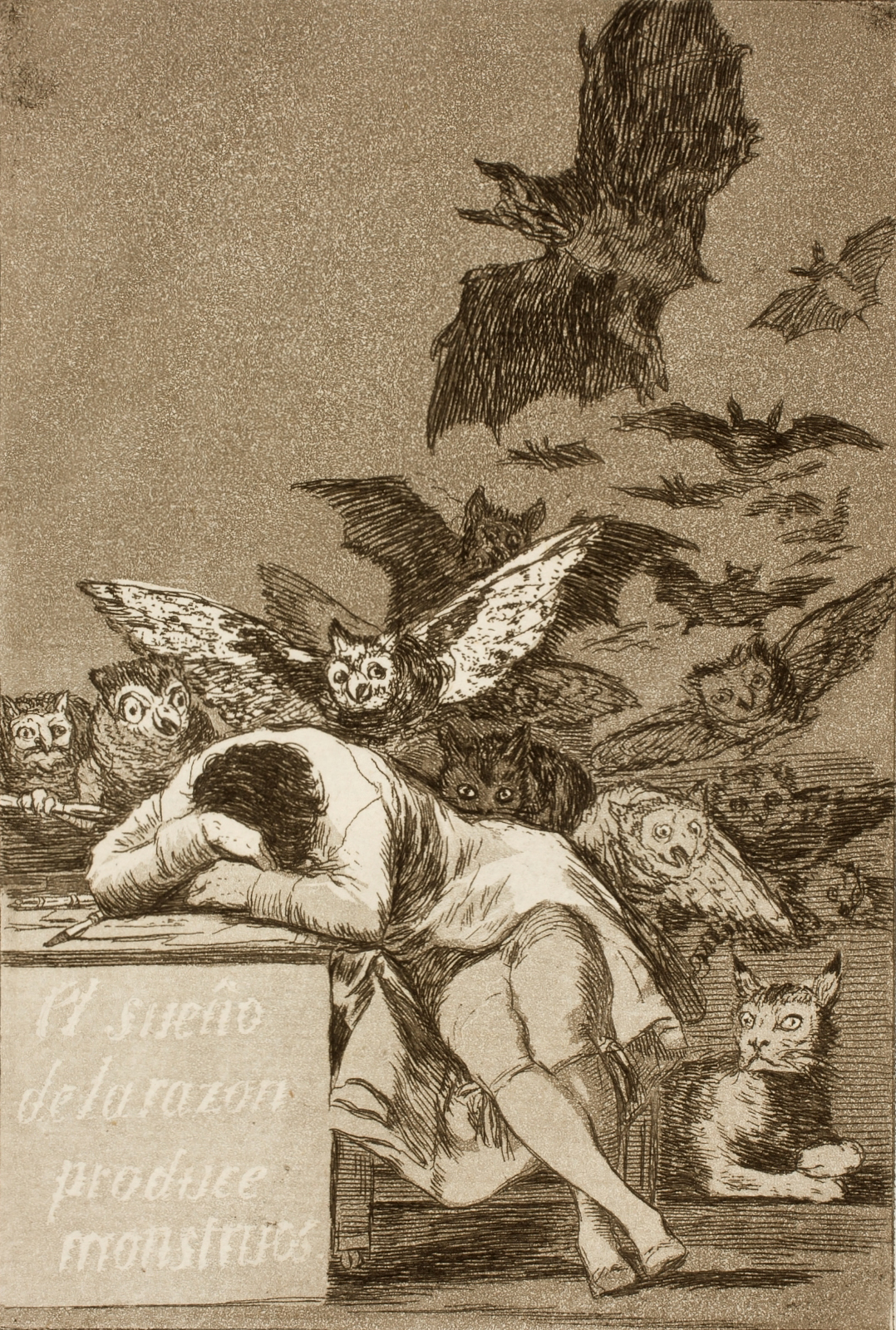
Goya, estampa de los Caprichos.

Los modelos de comportamiento que componen la psiquis, son un compuesto de fuerzas.[cita requerida]
Estas fuerzas son las características genéticas, las características instintivas que residen en el inconsciente[cita requerida] y los factores de desarrollo, que incluyen: adiestramiento, circunstancias ambientales del individuo, y experiencia y formación.
La mayor parte de las personas mantienen un balance equilibrado entre estas fuerzas. Algunas veces es muy tenue y se ajusta con las llamadas Técnicas de ajuste básico, Mecanismos homeostaticos, Estrategias de afrontamiento o Mecanismos de defensa[cita requerida]. Véase también Prejuicio cognitivo.
Los métodos más usados por las personas habitualmente para vencer, evitar, circundar, escapar, o ignorar las frustraciones y amenazas incluyen los siguientes: [cita requerida]
- Sublimación. Donde el impulso es canalizado a una nueva y más aceptable salida. Ejemplo: el deseo de un niño de exhibirse puede sublimarse en una carrera vocacional por el teatro.
- Represión. Proceso mediante el cual el inconsciente nos hace olvidar enérgicamente eventos o pensamientos que serían dolorosos si se les permitiese acceder a nuestro pensamiento (consciente). Ejemplo: olvidarnos del cumpleaños de exnovias, fechas, etc.
- Proyección. Es el mecanismo por el cual sentimientos o ideas dolorosas, son proyectadas hacia otras personas o cosas cercanas pero que el individuo siente ajenas y que no tienen nada que ver con él. Ejemplo: Una persona con impulsos homosexuales inconscientes, siente que debe concienciarse de que la gente normalmente cree y acusa a los otros de homosexuales.
- Negación. Consiste en que el individuo trata factores de la realidad obvios, como si no existieran. Ejemplo: Una persona se da cuenta de que los desagües no tragan, pero no acepta el hecho y sigue como si no fuera a pasar nada.
- Introyección (lo opuesto a proyección). Es la incorporación por parte de una persona de rasgos que son característicos de otra. Ejemplo: Una persona deprimida quizá incorpora las actitudes y las simpatías de otra persona y así. Si esa otra persona tiene antipatía hacía alguien determinado, el deprimido sentirá también antipatía hacia esa persona determinada.
- Regresión. Es el retorno a un funcionamiento mental de nivel más infantil. Ejemplo: Los niños pueden retraerse a un nivel más infantil cuando nacen sus hermanos y mostrar un comportamiento inmaduro como chuparse el pulgar o mojar la cama.
- Undoing (deshaciendo, o perdición). Es un mecanismo por el cual la persona ejecuta una acción que "deshace" o "neutraliza" algo reprochable o controvertido que ocurrió anteriormente. Ejemplo: Una persona tiene a su madre enferma. Piense lo que piense de ella. Piensa que su salud es tan buena como la de cualquier otro.
- Reacción de formación (o reacción formada). Sirve para prevenir que un pensamiento doloroso o controvertido emerja. El pensamiento es substituido inmediatamente por uno agradable. Ejemplo: Una persona que no puede reconocer ante sí mismo, que otra persona le produce antipatía, nunca le muestra señales de hostilidad y siempre le muestra una cara amable.

- Aislamiento. Es la separación del recuerdo y los sentimientos (afectos, odios). Ejemplo: Un gran amor es asesinado en un incidente. Su pareja narra los detalles con una falta completa de emoción.
- Desplazamiento. Es la condición en la cual no solo el sentimiento conectado a una persona o hecho en particular es separado. Además ese sentimiento se une a otra persona o hecho. Ejemplo: El obrero de la fábrica tiene problemas con su supervisor pero no puede desahogarlos en el tiempo. Entonces, al volver a casa y sin razón aparente, discute con su mujer.
- Intelectualización. Es la separación del pensamiento y los sentimientos del sujeto, caracterizado, en particular, por ser donde se reprime el segundo (a diferencia del Aislamiento, donde se reprime el primero) para poder efectuar racionalmente el primero. Ejemplo: Una persona con cáncer solicita datos sobre la probabilidad de supervivencia y las tasas de éxito de varias drogas. El médico puede responder, usando «carcinoma» en lugar de «cáncer» y «terminal» en lugar de «fatal».

- Racionalización. Es la sustitución de una razón inaceptable por otra aceptable. Ejemplo: Un estudiante no afronta que no desea estudiar para el examen. Así decide que uno debe relajarse para los exámenes, lo cual justifica que se va al cine a ver una película cuando debería estar estudiando.

Cuando las técnicas de ajuste del comportamiento no bastan para equilibrar la realidad, y al individuo (psiquis) le sobrepasa, el resultado es:
- Estrés y respuestas neuróticas como ansiedad y/o depresión, acompañadas frecuentemente por disfunciones biológicas. Por ejemplo las del apetito o el sueño.
- Estrés a las personas cercanas al individuo, producido por el comportamiento voluble, errático o extraño del mismo. Por ejemplo salidas de tono o conducta antisocial. Se pueden presentar trastornos de la personalidad sin que el individuo presente ansiedad apenas o ninguna.
- El resultado es una combinación de las dos respuestas anteriores. De lo cual, las descompensaciones producidas por su ambiente vital le crean estrés a él y a los que están a su alrededor. Estas condiciones reciben el nombre de sicosis, "borderline psychoses" o "situación de reacción aguda" dependiendo del estrés y la respuesta adaptativa.

## Curación y estudio de la psique

Bandera de la OMS

La psiquiatría (del griego psiqué, alma, e iatréia, curación) es la rama de la medicina que se especializa en la prevención, evaluación, diagnóstico, tratamiento y rehabilitación de los trastornos mentales. Frecuentemente confundida con la psicología (ver más abajo). Su objetivo es el alivio del sufrimiento mental asociado con los trastornos de la salud mental. Según diferentes modelos, su acción puede desarrollarse en un hospital (psiquiatría hospitalaria), en la atención primaria (psiquiatría ambulatoria) o en la comunidad (psiquiatría comunitaria).
La psiquiatría suele adoptar un modelo médico para afrontar los trastornos mentales, pero corrientemente considera tanto los factores biológicos como psicológicos, socio/culturales y antropológicos. El tratamiento, por su parte, adopta con frecuencia el uso de psicofármacos, pero también de psicoterapia de varios tipos, que puede ser realizada por el mismo médico si es que tiene la formación adecuada.
La Psicología, (del griego psique, alma y logos, estudio) es la ciencia que estudia la mente y la conducta o comportamiento humano, con un amplio enfoque holístico., la disciplina abarca todos los aspectos de la experiencia humana, desde las funciones del cerebro hasta el desarrollo de los niños, de como los seres humanos y los animales sienten, piensan y aprenden para adaptarse al medio que les rodea. La psicología moderna se ha dedicado a recoger hechos sobre la conducta y la experiencia, y a organizarlos sistemáticamente, elaborando teorías para su comprensión. Estas teorías ayudan a conocer y explicar el comportamiento de los seres humanos y en alguna ocasión incluso a predecir sus acciones futuras, pudiendo intervenir sobre ellas. En el campo de la psicología, un prejuicio cognitivo es una distorsión (distorsión cognitiva) en el modo en el que los humanos, y redundando, la psique humana, percibimos la realidad. Alguno de estos procesos han sido verificados empíricamente en el campo de la psicología, otros están siendo considerados como categorías generales de prejuicios. Ver artículo lista de prejuicios cognitivos.
La mayor parte de los estudios psicológicos se realizan en seres humanos. No obstante, es habitual el estudio del comportamiento de animales, tanto como un tema de estudio en sí mismo (cognición animal, etología), como para establecer medios de comparación entre especies (psicología comparativa), punto que a menudo resulta controvertido.
La psicología, además de ocuparse del ámbito clínico puede hacerlo en otras áreas no ligadas al alivio del sufrimiento (deportiva, organizacional, jurídica etc.). Es su formación médica lo que diferencia a un psiquiatra de un psicólogo. El psiquiatra debe ser capaz de detectar condiciones médicas que pueden estar afectando a veces de manera muy importante el funcionamiento psíquico de un individuo, lo que implica la necesidad de practicar frecuentemente exámenes físicos, o solicitar análisis de laboratorio o de imágenes, como cualquier otro médico.

### Enfermedad mental

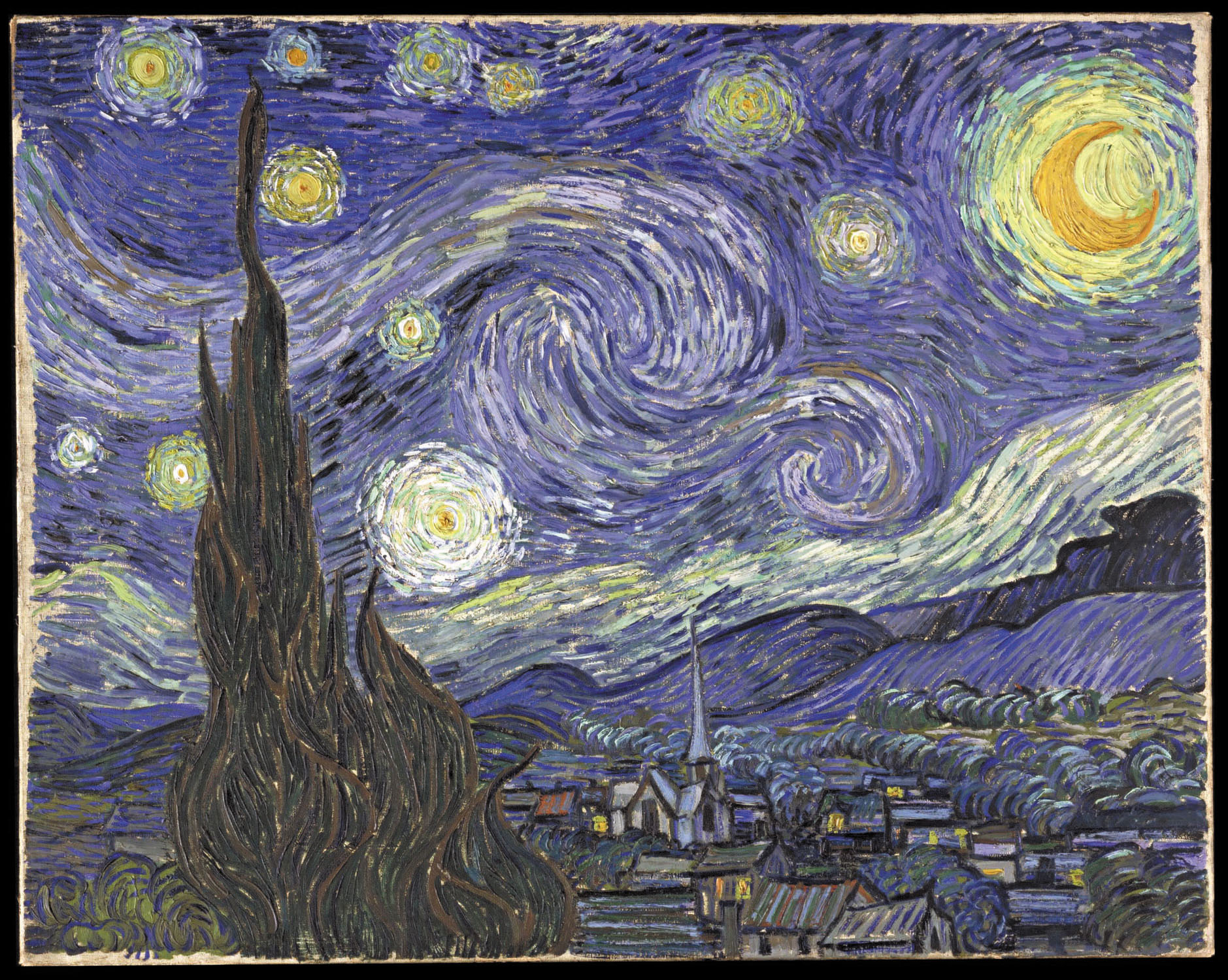
El cuadro "Noche Estrellada" pintado por Van Gogh cuando padecía ya una enfermedad mental.

La enfermedad mental es una alteración de los procesos cognitivos y afectivos del desenvolvimiento considerado como normal con respecto al grupo social de referencia del cual proviene el individuo. Esta alteración se manifiesta en trastornos del razonamiento, del comportamiento, de la facultad de reconocer la realidad y de adaptarse a las condiciones de la vida.
Dependiendo del concepto de enfermedad que se utilice, algunos autores consideran más adecuado utilizar en el campo de la salud mental el término "trastorno mental" (que es el que utilizan los dos sistemas clasificatorios de la psicopatología más importantes en la actualidad: la CIE-10 de la Organización Mundial de la Salud y el DSM-IV-TR de la Asociación Psiquiátrica Americana). Sobre todo en aquellos casos en los que la etiología biológica no está claramente demostrada, como sucede en la mayoría de los trastornos mentales.
El concepto enfermedad mental aglutina un buen número de patologías de muy diversa índole, por lo que es muy difícil de definir de una forma unitaria y hay que hablar de cada enfermedad o trastorno de forma particular e incluso individualizada ya que cada persona puede sufrirlas con síntomas algo diferentes.

### Demencia
La Demencia (del latín demens) es la pérdida progresiva de las funciones cognitivas, debido a daños o desórdenes cerebrales más allá de los atribuibles al envejecimiento normal. Puede afectar particularmente las áreas de la memoria, la atención, y la resolución de problemas, aunque en los estudios ulteriores puede notarse pérdida de orientación espacio-temporal o de identidad. La demencia puede ser reversible o irreversible según el origen etiológico del desorden.

### Trastorno de personalidad
Los trastornos de personalidad son un conjunto de perturbaciones o anormalidades que se dan en las dimensiones emocionales, afectivas, motivacionales y de relación social de los individuos.
A diferencia de la dimensión cognitiva (percepciones, memoria, atención, inteligencia, creatividad, lenguaje), al hablar de personalidad se les da preferencia a los procesos emotivos y tendenciales del individuo, aunque los diferentes factores ejercen una influencia directa entre sí.
Los desajustes o trastornos son un producto de diferentes causas biológicas o medioambientales y, aunque haya que hacer clasificaciones según ciertas categorías comúnmente aceptadas, el diagnóstico debe hacerse de forma individual. Hay que tener presente que la misma causa puede tener síndromes diferentes y un síndrome determinado puede ser la manifestación de causas diversas, condicionada por la constitución biológica y el medio familiar, escolar y social en el que el individuo se encuentre.
Los obstáculos que impiden que una personalidad se desarrolle eficazmente se conocen con el nombre de frustración, y esta corresponde a las circunstancias que determinan que una necesidad o motivo fracasen en ser satisfechos. El estado emocional que acompaña a este hecho se denomina presión psicológica, tensión o ansiedad.
El DSM-V o Manual diagnóstico y estadístico de los trastornos mentales de la American Psychiatric Association.
Es una clasificación de los trastornos mentales con el propósito de proporcionar descripciones claras de las categorías diagnósticas, con el fin de que los clínicos y los investigadores puedan diagnosticar, estudiar e intercambiar información y tratar los distintos trastornos mentales.
Es un instrumento realizado a partir de datos empíricos y con una metodología descriptiva, con el objetivo de mejorar la comunicación entre clínicos de variadas orientaciones, y de clínicos en general con investigadores diversos.
Por esto, no tiene la pretensión de explicar las diversas patologías, ni de proponer lineamentos de tratamiento farmacológico o psicoterapéutico, como tampoco de adscribir a una teoría o corriente específica dentro de la psicología o psiquiatría.